# Ncor
NCOR ist eine Musikgruppe aus Bielefeld. Die Band bewegt sich musikalisch zwischen Future-Pop, Synthiepop und Rockmusik, greift dabei allerdings auf Grundrhythmen aus dem Big-Beat- und Drum-and-Bass-Umfeld zurück. Sie bezeichnet ihren Sound selbst als „Alternative Electronic“.

## Bandgeschichte
Gegründet wurden NCOR von Sebastian Fritzsch, Michael Meyer und Kevin Dietrich. Charly stieß erst im Jahr 2005 zur Band. Ihre ersten Live-Auftritte bestritten NCOR auf dem WGT 1999 und im PC 69 in Bielefeld.
Kleine Konzerttouren quer durch die Bundesrepublik vermehrten die Fangemeinde schnell und der Gewinn des BOTB (Sonic Seducer im Jahr 2001) zeigten NCOR als beliebten Newcomer.
Im Herbst 2002 erschien das Debütalbum Tiefenrausch auf dem Label Strange Ways. Das Album bekam positive Resonanz und verkaufte sich auf Anhieb gut.
Weitere Auftritte beim Wave-Gotik-Treffen (2002 und 2003) und dem M’era Luna Festival (2003) folgten. Anschließend wechselten NCOR von Strange Ways zu Final Dusk Records. Mit dem zweiten Werk „Nimm mich“ nahm die Musik deutlich rockigere Züge an. Live werden Charly, Sebastian und Kevin vom langjährigen Tourmanager Osram gesanglich und an den Keyboards unterstützt, Touren als Vorband von Funker Vogt, Girls Under Glass, The Fair Sex oder Nik Page wurden absolviert.

## Diskografie
- 2002: Schwarz (Demo)
- 2003: An dunklen Tagen (CDM, Strange Ways)
- 2003: Tiefenrausch (CD, Strange Ways)
- 2005: Nimm mich (CD, Final Dusk Records / Broken Silence)

Einige Kompilationsbeiträge sind auf den Samplern Strange Works, M'era Luna, Electro Club Attack 6, Nachtschwärmer 6 und Gothic zu finden.

## Auszeichnungen
- 2001: Gewinner des Battle of the Bands mit mehreren tausend Stimmen vor der Nummer 2